# Jan Erasmus Quellinus
Jan Erasmus Quellin(us) (Antwerpen, 1634 - Mechelen, 11 maart 1715) was een Vlaamse barokschilder en tekenaar en lid van de beroemde kunstenaarsfamilie Quellinus. Hij was één van de laatste prominente vertegenwoordigers van de grote Vlaamse school van geschiedenis- en portretschilderkunst in de 17e eeuw. Zijn werk vertoont de classicistische invloeden van zijn vader Erasmus Quellinus de Jonge en Paolo Veronese. Hij was voornamelijk actief in zijn geboortestad Antwerpen, maar werkte ook enige tijd in Wenen voor het Habsburgse hof als hofschilder van de Rooms-Duitse keizer Leopold I.

## Leven
Jan Erasmus Quellinus werd geboren in een familie van beeldhouwers en schilders, waartoe onder andere zijn grootvader Erasmus Quellinus de Oude, zijn vader Erasmus de Jonge, en zijn ooms Artus Quellinus de Oude en Hubertus Quellinus behoorden.  Hij werd opgeleid door zijn vader vanaf 1649.
Jan Erasmus reisde naar Italië waar hij aanvankelijk van 1657 tot 1659 in Rome verbleef. Hij werd lid van de Bentvueghels, een vereniging van voornamelijk Nederlandse en Vlaamse kunstenaars die in Rome werkten. Het was gebruikelijk dat de Bentvueghels een aansprekende bijnaam aannamen, de zogenaamde “bentnaam”. Jan Erasmus kreeg de gebogen naam “Seederboom” (ook geschreven als “Sederboom”).  Hij zou ook een andere bijnaam hebben gebruikt: 'Corpus'. Quellinus verhuisde later naar Venetië waar hij verbleef van circa 1660 tot 1661.  Hier werd hij beïnvloed door de stijl van Veronese, zoals blijkt uit zijn tekeningen uit die tijd. Hij bezocht ook Napels. Tijdens zijn verblijf in Noord-Italië maakte hij ook kennis met de architectuur van Palladio, die een rol speelde bij sommige van de decoratieve motieven die hij in zijn latere composities gebruikte.

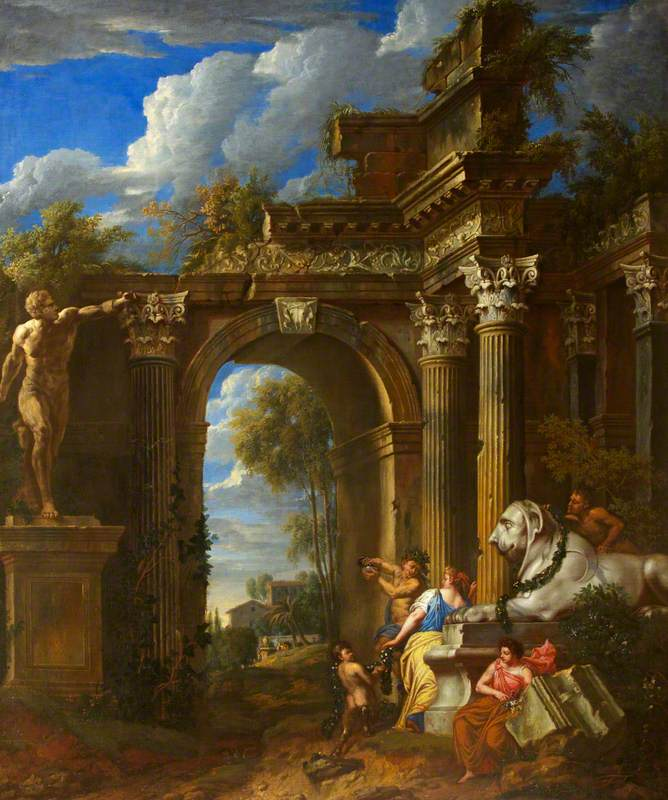
Vervallen klassieke booggalerij, samenwerking met Jan Baptist Huysmans

In 1659 reisde hij terug via Frankfurt am Main.  Volgens eigen zeggen ontmoette hij daar Matthäus Merian de Jongere. Hij vertelde dat hij enkele prachtige schilderijen van Merian had gezien, in het bijzonder een portret ten voeten uit van de keizer, mogelijk Leopold I te paard. Bij zijn terugkeer in Antwerpen in 1660 werd hij lid van de Antwerpse Sint-Lucasgilde als 'wijnmeester', d.w.z. de zoon van een lid van de gilde.  Het jaar daarop trouwde hij met Cornelia Teniers, de dochter van de Antwerpse kunstschilder David Teniers de Jonge. Jan Erasmus Quellinus kreeg veel opdrachten waaronder een grote opdracht voor schilderijen bestemd voor de Antwerpse Sint-Michielsabdij.
Rond 1680 werkte Quellinus in Wenen voor het Habsburgse hof als hofschilder van de Heilige Roomse Keizer Leopold I. De belangrijkste opdracht die hij voltooide was onder andere een serie van 15 plafondschilderingen over gebeurtenissen uit het leven van de Heilige Roomse Keizer Karel V.  Sommige van deze werken bevinden zich nu in het Kunsthistorisches Museum in Wenen.
Hij keerde terug naar Antwerpen waar hij tussen 1685 en 1712 werkte aan vele opdrachten voor kerken in Antwerpen en heel Vlaanderen.  Hij had ook veel leerlingen waaronder Antoon Schoonjans, Simon de Marets, Jan Carel van Eyck, Guiliam Draeger (1668-69), Christoffel Franciscus Ponsel, Jacobus de Play (1669-1670), Peeter Heymans, Franciscus Carnonckel, Franciscus Cuylen,Hieronymus Galle (1673-74), Joseph van den Kerckhoven, Davit van den Heuvel, Francis Cools, Allowisius de Meyere, Jan-Baptist Hyacint Breydel, Gaspar (of Jasper) de Cantelbeeck (1685-86), Jan François Blondeau en Jacobus Blondeau (1697-98). 

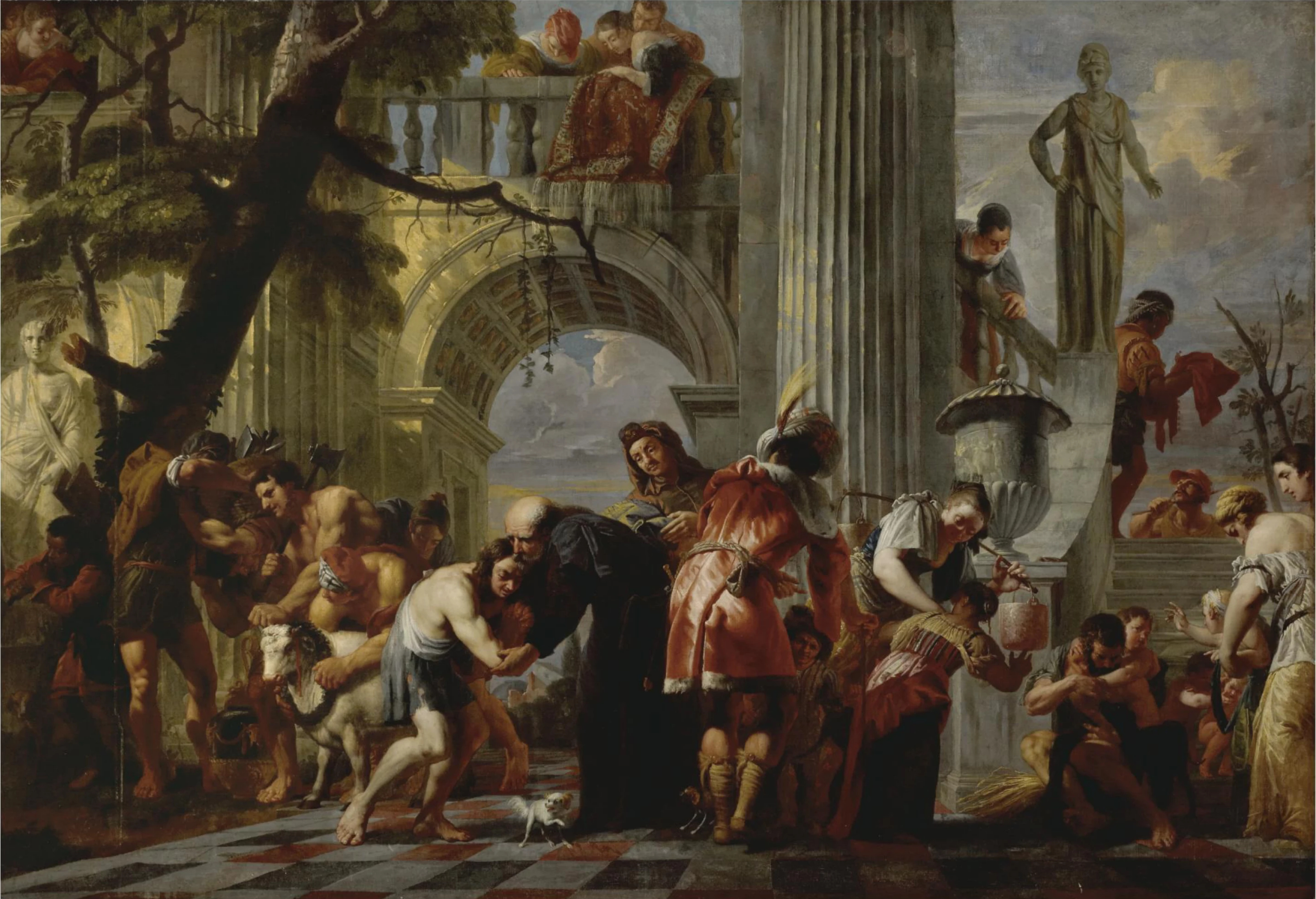
Terugkeer van de verloren zoon, figuren door zijn vader Erasmus Quellinus de Jonge

Vanaf 1712 woonde en werkte de kunstenaar in Mechelen, waar hij op 11 maart 1715 overleed.

## Werk
Quellinus was voornamelijk een historieschilder die ook af en toe een portret schilderde. Hij had een grote productie die werd ondersteund door een groot atelier. Zijn stijl is nauw verwant aan het classicisme van zijn vader. Hierdoor hebben kunsthistorici moeite met het toeschrijven van sommige werken aan één van beide kunstenaars.  Hij ontwikkelde het classicisme van zijn vader verder en koppelde het aan de invloed van Paolo Veronese van wie hij grandeur en verschillende dynamische details leende.  In tegenstelling tot zijn vader verwerkte hij in zijn schilderijen graag grootse architectonische elementen die waren afgeleid van de Palladiaanse gebouwen die hij in Noord-Italië had gezien.
Zoals in die tijd gebruikelijk was, werkte hij samen met gespecialiseerde schilders in Antwerpen, zoals de de landschapsschilder Jan Baptist Huysmans.  Quellinus leverde meestal de architecturale elementen of de staffage in deze gezamenlijke werken.